# Mina Abakanskoye
La mina Abakanskoye es una gran mina de hierro situada en el este de Rusia, en la República de Saja. Abakanskoye representa una de las mayores reservas de mineral de hierro de Rusia y del mundo. El yacimiento de Abakanskoye está compuesto principalmente por formaciones de magnetita y hematita, minerales que contienen altos niveles de hierro. Las reservas probadas y probables se estiman en 172,5 millones de toneladas, con una ley promedio del 38% de hierro metálico.

## Importancia económica
La explotación de la mina Abakanskoye contribuye significativamente a la economía regional y nacional. Rusia es uno de los principales productores de mineral de hierro a nivel mundial, con una producción estimada de 95 millones de toneladas en 2020. La mina Abakanskoye, con su considerable reserva, desempeña un papel crucial en el suministro de este recurso esencial para la industria siderúrgica del país.

## Impacto social y ambiental

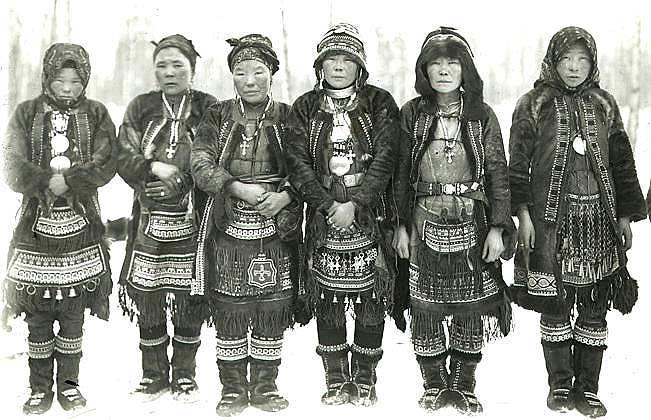
Mujeres de etnia evens.

La actividad minera en la República de Saja ha tenido impactos tanto positivos como negativos en las comunidades locales. Por un lado, ha generado empleo y desarrollo económico en regiones remotas. Por otro, ha planteado desafíos ambientales y sociales, especialmente para las comunidades indígenas que habitan la zona. Estudios han señalado que el desarrollo industrial en Yakutia ha afectado negativamente al medio ambiente y a las condiciones de vida de los pueblos indígenas, como los evenkis y los evens.

## Explotación y producción
La explotación de la mina se realiza mediante técnicas de minería a cielo abierto, permitiendo la extracción masiva del mineral. El proceso incluye perforación, voladura y transporte del mineral hacia las plantas de procesamiento donde se concentra y refina para su posterior uso en la industria siderúrgica. Según informes, la producción anual de la mina contribuye de manera significativa al suministro de hierro en el mercado interno ruso y a las exportaciones hacia China y otros países asiáticos.